# Lotta greco-romana ai Giochi della XV Olimpiade - Pesi medi
La competizione della categoria pesi medi (fino a 79 kg) di lotta greco-romana dei Giochi della XV Olimpiade si è svolta dal 24 al 27 luglio 1952 al Töölö Sports Hall di Helsinki.

## Formato
Ad ogni incontro venivano assegnate le seguenti penalità:
- 0 = Al vincitore per schienata
- 1 = Al vincitore per decisione (verdetto di tre giudici)
- 3 = Allo sconfitto

Con cinque penalità o più il lottatore veniva eliminato.
I tre lottatori rimasti disputavano un torneo finale con i risultati acquisiti nel precedenti turni.

## Risultati
| Legenda                                  | Legenda |
| ---------------------------------------- | ------- |
| Lottatore con 5 penalità o più Eliminato |         |

### 1º Turno
Si è disputato il 24 luglio.
| Vincitore      | Pen. | Risultato | Sconfitto             | Pen. |
| -------------- | ---- | --------- | --------------------- | ---- |
| Gustav Gocke   | 1    | 2:1       | Ercole Gallegati      | 3    |
| Axel Grönberg  | 1    | 3:0       | Kalervo Rauhala       | 3    |
| Ali Özdemir    | 1    | 2:1       | Adel Ibrahim Moustafa | 3    |
| Gyula Németi   | 1    | 3:0       | Lars Bilet            | 3    |
| Nikolay Belov  | 0    | Schienata | Jerzy Gryt            | 3    |
| Émile Courtois | 0    | Esentato  |                       |      |

### 2º Turno
Si è disputato il 25 luglio.
| Vincitore        | Pen. | Risultato | Sconfitto             | Pen. |
| ---------------- | ---- | --------- | --------------------- | ---- |
| Ercole Gallegati | 3    | Schienata | Émile Courtois        | 3    |
| Axel Grönberg    | 2    | 3:0       | Gustav Gocke          | 4    |
| Kalervo Rauhala  | 4    | 3:0       | Adel Ibrahim Moustafa | 6    |
| Ali Özdemir      | 2    | 3:0       | Lars Bilet            | 6    |
| Gyula Németi     | 1    | Schienata | Jerzy Gryt            | 6    |
| Nikolay Belov    | 0    | Esentato  |                       |      |

### 3º Turno
Si è disputato il 26 luglio.
| Vincitore       | Pen. | Risultato | Sconfitto        | Pen. |
| --------------- | ---- | --------- | ---------------- | ---- |
| Nikolay Belov   | 0    | Abbandono | Émile Courtois   | 6    |
| Axel Grönberg   | 3    | 3:0       | Ercole Gallegati | 6    |
| Kalervo Rauhala | 4    | Schienata | Gustav Gocke     | 7    |
| Gyula Németi    | 2    | 3:0       | Ali Özdemir      | 5    |

### 4º Turno
Si è disputato il 26 luglio.
| Vincitore       | Pen. | Risultato | Sconfitto     | Pen. |
| --------------- | ---- | --------- | ------------- | ---- |
| Axel Grönberg   | 4    | 3:0       | Nikolay Belov | 3    |
| Kalervo Rauhala | 5    | 3:0       | Gyula Németi  | 5    |

### Turno finale
Si è disputato il 27 luglio.
| Vincitore       | Pen. | Risultato | Sconfitto       | Pen. |
| --------------- | ---- | --------- | --------------- | ---- |
| Axel Grönberg   |      | 3:0       | Kalervo Rauhala |      |
| Axel Grönberg   |      | 3:0       | Nikolay Belov   |      |
| Kalervo Rauhala |      | 3:0       | Nikolay Belov   |      |

1. ↑  Disputato nel 1º turno
2. ↑  Disputato nel 4º turno

## Classifica finale
| Pos.    | Atleta                | Nazione          | V.S. |
| ------- | --------------------- | ---------------- | ---- |
| Oro     | Axel Grönberg         | Svezia           | 2-0  |
| Argento | Kalervo Rauhala       | Finlandia        | 1-1  |
| Bronzo  | Nikolay Belov         | Unione Sovietica | 0-2  |
| 4       | Gyula Németi          | Ungheria         |      |
| 5       | Ali Özdemir           | Turchia          |      |
| 6       | Ercole Gallegati      | Italia           |      |
| 7       | Émile Courtois        | Belgio           |      |
| 8       | Gustav Gocke          | Germania         |      |
| 9       | Adel Ibrahim Moustafa | Egitto           |      |
| 10      | Lars Bilet            | Norvegia         |      |
| 10      | Jerzy Gryt            | Polonia          |      |